# Държавно устройство на Италия
Системата или политическият ред на Италианската република е политическа система, основана на представителна демокрация под формата на парламентарна република. Държавата е организирана на основата на значителна регионална децентрализация.
Италия е демократична република след Референдума от 2 юни 1946 г., когато монархията е премахната и е избрано Учредителното събрание за изготвяне на конституцията. Конституцията впоследствие е обнародвана от тогавашния временен президент на републиката Енрико де Никола на 27 декември 1947 г. и влиза в сила на 1 януари 1948 г.

## Обща организация
Италианската политическа система е организирана според принципа на разделение на властите: законодателната власт се приписва на парламента, правителството има изпълнителната власт, докато Магистратурата, независима от изпълнителната и законодателната власт, упражнява съдебната власт. Президентът на републиката е най-висшата длъжност в държавата и представлява нейното единство.
Основният закон на републиката е Конституцията, т.е. кодексът, който посочва основните принципи, права и задължения на гражданите и установява техния ред. Държавната законодателна власт е предоставена на Парламента съгласно чл. 70 от Конституцията, и той е разделен на две камари: Сенат на републиката и Камара на депутатите.
В крайна сметка всички закони трябва да бъдат обнародвани от Президента на републиката, който може да поиска от камарите с мотивирано съобщение нова резолюция (т. нар. преустановяващо вето). Ако обаче камарите отново одобрят закона, той трябва да бъде обнародван. 
Министерският съвет се основава на парламентарно мнозинство, което обикновено се формира от изборна консултация между всички имащи право на глас.

### Разделение на властите
Само в случай на необходимост и спешност правителството може да издаде акт със силата на закон, наречен „декрет-закон“, който трябва да бъде преобразуван в закон от Парламента в рамките на 60 дни, под заплаха от отмяна (дори със задна дата). Освен това парламентът може да делегира на правителството чрез закон, наречен „делегиращ закон“, да приема закони по определен въпрос, прилагайки директивните принципи и критерии, установени в същия делегиращ закон, и в същото време установявайки границите и сроковете, в които правителството може да действа в законотворчеството. Така издаденият от правителството нормативен акт се нарича Законодателен указ.
Освен това има случаи, в които законодателната власт принадлежи на суверенния народ чрез институцията на референдума за отмяна и, по конституционни въпроси, чрез институцията на референдума, потвърждаващ конституционните закони. Следователно като цяло силата на законодателна инициатива се приписва на всеки депутат, на народа чрез създаването на предложение за народна инициатива, извършено чрез събиране на най-малко 50 000 подписа до Националния съвет на икономиката и на труда, до регионалните съвети и до правителството (Президентът на републиката разрешава представянето пред камарите на законопроекти, инициирани от Правителството).
И накрая, има значителен съдебен контрол както върху административните актове, така и върху законодателството. Той е извършван на две нива: не се различава много от съдебния контрол (judicial review) на системата на САЩ (и следователно е много по-обширен от класическия англосаксонски, т.е. от този в Обединеното кралство, тъй като трибуналите на широко разпространено ниво могат да сметнат един закон за неконституционен, но ограничавайки го до предоставеното им дело) – в италианския случай системата, акцентирана върху контрола, по искане на отделния съдия от съда е поверена на Конституционния съд в почти изключителна форма. Следователно Съдът може да обяви закони или части от тях за конституционно нелегитимни, което ги прави неприложими, и да попречи на Парламента да законодателства върху същата ситуация.
Що се отнася до административните актове, контролът се осъществява от поредица административни съдилища, разделени на регионален принцип (TAR), с обжалване пред Държавния съвет по юрисдикционно седалище, имащ национална териториална юрисдикция. С приемането на Административно-процесуалния кодекс през 2010 г. контролът върху държавните административни актове и тези на други публични органи става особено разпространен, с възможност за искане на най-подходящите обезпечителни мерки, както от първа и от втора степен, така и обезщетение за вредите, причинени от издадения от публичната власт административен акт.

### Законодателна власт
Законодателната власт принадлежи на Парламента на Италианската република, разделен на две камари: Сенат на републиката и Камара на депутатите. Те отделно, с едни и същи задължения, възложени от Конституцията, насърчават, чрез инициативата на своите парламентарни членове, законодателната инициатива, която трябва да бъде одобрена от мнозинството на всяка от двете камари, в противен случай се отхвърля.
Всички италиански граждани, навършили 18 години, имат право да гласуват и за двете камари, а преди това възрастовата граница, определена за Сената, беше 25 години. След обнародването на Конституционния закон № 1/2021 правото на глас за Сената се разширява и за италианските граждани, навършили 18 години.

### Изпълнителна власт

#### Правителство
Изпълнителната власт е поверена на Правителството, в чиито рамки съгласно чл. 92, ал. 1 от Конституцията се разграничават три различни органа: Председател на Министерския съвет (премиер), министри и Министерски съвет (понякога неправилно наричан „кабинет“, според исторически термин, който не се използва от италианското право), последният съставен от обединението на предишните две тела. Формирането на правителството е уредено накратко в чл. 92, ал. 2, чл. 93 и чл. 94 от Конституцията и от конституционни практики, утвърдени във времето.
„Правителството зависи от доверието на двете камари на Парламента и има в правомощията си възможността да издава декрети-закони само при спешни случаи (което трябва да бъде потвърдено с гласуване на Парламента в рамките на 60 дни) и не би трябвало да издава декрети-закони неправомерно (чл. 77).“
Въз основа на Закона за финансите от 2008 г., по-късно изменен със Закона от 13 ноември 2009 г. n. 172, броят на министрите в правителството е тринадесет. В резултат на Декрет-закон n. 22 от 2021 г. броят на работещите министерства в правителството на Марио Драги достига петнадесет. Толкова на брой са и в Правителството на Джорджа Мелони в длъжност от 22 октомври 2022 г. 

#### Председател на Министерски съвет
Председателят на Министерски съвет (също неправилно наричан Министър-председател или с популярното „Премиер“) е ръководител на правителството. Той се назначава от Президента на републиката и е четвъртата по важност позиция в държавата, въпреки че е истинският dominus на политическата система (както във всички републикански парламентарни системи първата позиция винаги е Президентът на републиката, дори и ако правомощията му са ограничени).
На теория Президентът на републиката е свободен в избора си, но тъй като назначеният ще трябва да състави правителство, с което ще бъде подложен на вот на доверие от двете камари на Парламента, всъщност той основно се избира измежду партии, които имат мнозинство в парламента. Конституционната практика предвижда Президентът на републиката да провежда консултации с парламентарните групи, за да може да пристъпи към избора на лице, което има конкретната възможност да получи доверие.
След назначаването си Министър-председателят предлага на Президента на републиката номинациите на отделните министри, заедно с които ще формира Министерския съвет, ако получи вот на доверие от двете камари на Парламента.
Председателят на Министерския съвет координира дейността на министрите и отговаря за дейността на правителството. За разлика от това, което се случва в други правни системи, той не е във всяко отношение йерархичен началник на министрите. Разбира се, естествено като председател на изпълнителната власт, той изпълнява функции, на които пряко или непряко са подчинени всички министри.
Вярно е също, че Председателят на Министерския съвет не може да дава конкретни разпореждания на министрите относно дейността на техните ведомства, а само разпореждания от общ характер, както е и вярно, че не може да ги уволнява. По този начин той се квалифицира като primus inter pares, т.е. министър-председател с еднакъв ранг с неговите министри. В по-общ план Министър-председателят изпълнява тройна функция: импулс, ръководство, координация на дейността на правителството.
Особено деликатна функция, която законът възлага пряко на Министър-председателя, е надзорът и контролът върху информационната система за сигурността на републиката, т.е. Държавните тайни служби.

##### Председатели на Министерския съвет на Италия
| #  | Мин. председател | Мин. председател    | Начало           | Край             | Партия                            |
| 1  |                  | Алчиде Де Гаспери   | 14 юли 1946      | 17 август 1953   | Християндемократи                 |
| 2  |                  | Джузепе Пела        | 17 август 1953   | 19 януари 1954   | Християндемократи                 |
| 3  |                  | Аминторе Фанфани    | 19 януари 1954   | 10 февруари 1954 | Християндемократи                 |
| 4  |                  | Марио Шелба         | 10 февруари 1954 | 6 юли 1955       | Християндемократи                 |
| 5  |                  | Антонио Сени        | 6 юли1955        | 20 май 1957      | Християндемократи                 |
| 6  |                  | Адоне Дзоли         | 20 май 1957      | 2 юли 1958       | Християндемократи                 |
| –  |                  | Аминторе Фанфани    | 2 юли1958        | 16 февруари 1959 | Християндемократи                 |
| –  |                  | Антонио Сени        | 16 февруари1959  | 26 март 1960     | Християндемократи                 |
| 7  |                  | Фернандо Тамброни   | 26 март1960      | 27 юли 1960      | Християндемократи                 |
| –  |                  | Аминторе Фанфани    | 27 юли1960       | 22 юни 1963      | Християндемократи                 |
| 8  |                  | Джовани Леоне       | 22 юни1963       | 5 декември 1963  | Християндемократи                 |
| 9  |                  | Алдо Моро           | 5 декември1963   | 25 юни 1968      | Християндемократи                 |
| –  |                  | Джовани Леоне       | 25 юни1968       | 13 декември 1968 | Християндемократи                 |
| 10 |                  | Мариано Румор       | 13 декември 1968 | 6 август 1970    | Християндемократи                 |
| 11 |                  | Емилио Коломбо      | 6 август 1970    | 18 февруари 1972 | Християндемократи                 |
| 12 |                  | Джулио Андреоти     | 18 февруари 1972 | 8 юли 1973       | Християндемократи                 |
| –  |                  | Мариано Румор       | 8 юли 1973       | 23 ноември 1974  | Християндемократи                 |
| –  |                  | Алдо Моро           | 23 ноември1974   | 30 юли 1976      | Християндемократи                 |
| –  |                  | Джулио Андреоти     | 30 юли 1976      | 5 август 1979    | Християндемократи                 |
| 13 |                  | Франческо Косига    | 5 август 1979    | 18 октомври 1980 | Християндемократи                 |
| 14 |                  | Арналдо Форлани     | 18 октомври1980  | 28 юни 1981      | Християндемократи                 |
| 15 |                  | Джовани Спадолини   | 28 юни 1981      | 1 декември 1982  | Италианска републиканска партия   |
| –  |                  | Аминторе Фанфани    | 1 декември 1982  | 4 август 1983    | Християндемократи                 |
| 16 |                  | Бетино Кракси       | 4 август 1983    | 18 април 1987    | Италианска социалистическа партия |
| –  |                  | Аминторе Фанфани    | 18 април 1987    | 29 юли 1987      | Християндемократи                 |
| 17 |                  | Джовани Гория       | 29 юли 1987      | 13 април 1988    | Християндемократи                 |
| 18 |                  | Чириако Де Мита     | 13 април 1988    | 23 юли 1989      | Християндемократи                 |
| –  |                  | Джулио Андреоти     | 23 юли 1989      | 28 юни 1992      | Християндемократи                 |
| 19 |                  | Джулиано Амато      | 28 юни 1992      | 29 април 1993    | Италианска социалистическа партия |
| 20 |                  | Карло Адзельо Чампи | 29 април 1993    | 11 май 1994      | Независим                         |
| 21 |                  | Силвио Берлускони   | 11 май 1994      | 17 януари 1995   | Форца Италия                      |
| 22 |                  | Ламберто Дини       | 17 януари 1995   | 18 май 1996      | Независим                         |
| 23 |                  | Романо Проди        | 18 май 1996      | 21 октомври 1998 | Независим лявоцентристки          |
| 24 |                  | Масимо Д'Алема      | 21 октомври 1998 | 26 април 2000    | Леви демократи                    |
| –  |                  | Джулиано Амато      | 26 април 2000    | 11 юни 2001      | Независим левоцентристки          |
| –  |                  | Силвио Берлускони   | 11 юни 2001      | 17 май 2006      | Форца Италия                      |
| –  |                  | Романо Проди        | 17 май 2006      | 8 май 2008       | Независим левоцентристки          |
| –  |                  | Силвио Берлускони   | 8 май 2008       | 16 ноември 2011  | Народът на свободата              |
| 25 |                  | Марио Монти         | 16 ноември2011   | 28 април 2013    | Независим                         |
| 26 |                  | Енрико Лета         | 28 април 2013    | 22 февруари 2014 | Демократическа партия             |
| 27 |                  | Матео Ренци         | 22 февруари 2014 | 12 декември 2016 | Демократическа партия             |
| 28 |                  | Паоло Джентилони    | 16 декември 2016 | 1 юни 2018       | Демократическа партия             |
| 29 |                  | Джузепе Конте       | 1 юни 2018       | 13 февруари 2021 | Независим от зоната на M5S        |
| 30 |                  | Марио Драги         | 13 февруари2021  | 22 октомври 2022 | Независим                         |
| 31 |                  | Джорджа Мелони      | 22 октомври2022  | понастоящем      | Братя италианци                   |

##### Министерства
Правителството на Джорджа Мелони, в длъжност от 22 октомври 2022 г., има 15 министерства.
Министерства със задачи за реда и управлението:
- Министерство на външните работи и на международното сътрудничество
- Министерство на вътрешните работи
- Министерство на правосъдието
- Министерство на отбраната

Министерства с икономическо-финансови задачи:
- Министерство на икономиката и на финансите
- Министерство на бизнеса и на Made in Italy
- Министерство на земеделието, продоволствения суверенитет и горите

Министерства със задачи за социалното и културното обслужване:
- Министерство на образованието и на заслугите
- Министерство на висшето образование и на научните изследвания
- Министерство на културата
- Министерство на труда и на социалната политика
- Министерство на здравеопазването
- Министерство на туризма

Министерства със задачи, свързани с инфраструктурата и услугите:
- Министерство на инфраструктурата и на транспорта
- Министерство на околната среда и на енергийната сигурност

### Съдебна власт

#### Магистратура
Съдебната власт се упражнява от Магистратурата, която представлява самостоятелна и независима от всяка друга власт система. Обикновените магистрати изпълняват юрисдикционната функция (вж. „юрисдикция“), която администрират в името на народа. Висшият съдебен съвет има задачи по самоуправление на съдебната власт, като я вади напълно от контрола на Министъра на правосъдието .
Италианската съдебна система води началото си от римското право, а Наполеоновият кодекс вдъхновява италианските кодекси. Италианската наказателна система се основава на състезателна система (трети съдия, процесуална диалектика и равенство на страните, „публичен“ и устен процес), но първата фаза, т.е. тази на предварителните разследвания, се характеризира с тайна, типична елемент от инквизиционната система. Това кара някои учени да определят нашата система като "смесена".
Гарантирани са три нива на съдебно решение както в гражданската, така и в наказателната и административната юрисдикция (макар и с някои особености): на първа инстанция делото се разглежда от съдия за първи път; на втора инстанция има обжалване на решението, взето от първоинстанционния съдия и апелативният съдия може да влезе в основателността на решението (и следователно е възможно да се отмени, дори напълно, първата присъда, напр. присъда/ оправдателна присъда); на третата инстанция в касационната жалба се оспорва решението на апелативния съдия. При това последно ниво на преценка обаче съдията не навлиза във фактическата оценка в обжалваното решение, а може просто да провери дали процесът е протекъл в съответствие със закона.
След трите съдебни инстанции обжалваната присъда става окончателна.

### Президент на Италианската република

#### Общи положения
Според чл. 83 на Конституцията „„Президентът на Италианската република се избира от Парламента на обичайна сесия на неговите членове. В изборите участват по трима делегати за всеки регион, избрани от Регионалния съвет, така че да се осигури представителство на малцинствата. Вале д'Аоста има само един делегат. Изборът на Президент на републиката се провежда с тайно гласуване с мнозинство от две трети от събранието. След третото гласуване е достатъчно абсолютно мнозинство“.
Според ал. 1 на чл. 84 на Конституцията изискванията за избиряемост са: да има италианско гражданство; да е на възраст над 50 години; да се ползва от граждански и от политически права. Конституцията също така предвижда несъвместимост с която и да е друга длъжност.
Изборът на Президент на републиката се провежда по инициатива на Председателя на Камарата на депутатите и Камарата на депутатите е мястото за гласуване. Председателят на Камарата свиква общото заседание тридесет дни преди естественото изтичане на мандата на настоящия президент. При трайно възпрепятстване, смърт или оставка на президента, председателят на Камарата свиква общото заседание в 15-дневен срок. Ако камарите бъдат разпуснати или остават по-малко от три месеца до прекратяването им, изборът на Президент на републиката се провежда в рамките на петнадесетия ден от заседанието на новите камари. Междувременно правомощията на действащия президент са разширени. Тази последна разпоредба служи за освобождаване на избора на новия президент на републиката от характерния за предизборния период конфликт и за гарантиране, че новият президент е избран от напълно легитимен парламент.
Президентът поема изпълнението на задълженията си само след полагане на клетва пред парламента на обичайна сесия (но без регионалните делегати), към която той се обръща чрез президентско послание. Мандатът му е 7 години от момента на полагането на клетва.
Избирането му изисква голямо мнозинство, което постепенно намалява от 2/3 в първите три гласувания до 50% плюс един от имащите право в следващите. Единствените двама президенти, избрани на първо гласуване, са Франческо Косига през 1985 г. и Карло Адзельо Чампи през 1999 г.
Въпреки че не е изрично посочено в Конституцията, действащият президент може да бъде преизбран: Джорджо Наполитано е първият президент в италианската история, който е преизбран на 20 април 2013 г. за втори мандат. На 29 януари 2022 г. Серджо Матарела също е преизбран за втори мандат.
В случай на временно възпрепятстване, поради преходни здравословни причини или пътуване в чужбина, функциите на Президента се поемат временно от Председателя на Сената.
Бившите президенти на републиката поемат по право името и длъжността на Почетни президенти на републиката (учредени с Укази на председателя на Министерския съвет от 23 юли 1998 г. и 25 септември 2001 г.) и поемат по право длъжността, освен ако не се откажат, на сенатор по право и пожизнено (чл. 59 от Конституцията).
Настоящият президент на Италианската република е Серджо Матарела, избран на 31 януари 2015 г. и преизбран за втори мандат, започнал на 3 февруари 2022 г.

#### Функции на Президента на републиката
Президентът на Италианската република е държавен глава (най-високата държавна длъжност), както и представител на националното единство. Това е нещо като точка за среща между трите клона на властта: той се избира от Парламента, назначава изпълнителната власт и е председател на съдебната власт.
Президентът е и главнокомандващ на въоръжените сили, но това приписване се счита за много съмнително от правната доктрина, като се има предвид, че италианският държавен глава не държи политическо ръководство предвид парламентарната форма на италианската правна система. Тази функция се изпълнява в председателството на Върховния съвет по отбрана, но добре се разбира, че това не е достатъчно, за да превърне върховното командване на италианските въоръжени сили в командване с ефективен, техническо-оперативен характер. Командването на въоръжените сили формално се приписва на Държавния глава, но всъщност се държи от Министерството на отбраната и следователно от Правителството.
Като цяло правомощията на Президента са доста оскъдни. Всъщност, тъй като Италия е парламентарна република, политическата посока се определя от парламента и правителството. Правителството, бидейки върхът на изпълнителната власт, притежава и административната функция, за която политическо-административното управление на държавата прави италианското правителство (но същото важи и за другите правителства) „най-силният“ орган, доколкото е, така да се каже, двигателят на националната и на външната политика. Следователно Председателят на Министерския съвет – ръководителят на правителството е монократичният орган с най-голяма политическа власт.
По правило Президентът се опитва да остане в неутрална позиция по отношение на националния политически дебат и играе институционалната роля на гарант за всичко, което се отнася до политическия процес. Президентът може също така да отхвърли очевидно антиконституционни закони, като откаже да ги подпише, тъй като той действа като пазител на Италианската конституция. Това правомощие обаче може да бъде упражнено само веднъж по отношение на един и същи закон.

#### Президенти на Италианската република
| #  | Президент на републиката | Президент на републиката | Начало на мандата   | Край на мандата     | Партия                                 |
| 1  |                          | Енрико Де Никола         | 1 януари 1948 г.    | 12 май 1948 г.      | Италианска либерална партия            |
| 2  |                          | Луиджи Ейнауди           | 12 май 1948 г.      | 11 май 1955 г.      | Италианска либерална партия            |
| 3  |                          | Джовани Гронки           | 11 май 1955 г.      | 11 май 1962 г.      | Християндемократи                      |
| 4  |                          | Антонио Сени             | 11 май 1962 г.      | 6 декември 1964 г.  | Християндемократи                      |
| 5  |                          | Джузепе Сарагат          | 29 декември 1964 г. | 29 декември 1971 г. | Италианска социалдемократическа партия |
| 6  |                          | Джовани Леоне            | 29 декември 1971 г. | 15 юни 1978 г.      | Християндемократи                      |
| 7  |                          | Сандро Пертини           | 9 юли 1978 г.       | 29 юни 1985 г.      | Италианска социалистическа партия      |
| 8  |                          | Франческо Косига         | 3 юли 1985 г.       | 28 април 1992 г.    | Християндемократи                      |
| 9  |                          | Оскар Луиджи Скалфаро    | 28 май 1992 г.      | 15 май 1999 г.      | Християндемократи                      |
| 10 |                          | Карло Адзельо Чампи      | 18 май 1999 г.      | 15 май 2006 г.      | независим                              |
| 11 |                          | Джорджо Наполитано       | 15 май 2006 г.      | 22 април 2013 г.    | Леви демократи                         |
|    | 22 април 2013 г.         | Джорджо Наполитано       | 14 януари 2015 г.   | независим           |                                        |
| 12 |                          | Серджо Матарела          | 3 февруари 2015 г.  | 3 февруари 2022 г.  | независим                              |
|    | 3 февруари 2022 г.       | Серджо Матарела          | понастоящем         |                     | независим                              |

## Конституционен съд
Конституционният съд изпълнява основната функция на гарант на Конституцията. Орган, предвиден в оригиналния текст на Хартата, той влиза в действие едва през 1956 г., след като парламентът най-накрая въвежда кратката конституционна дисциплина.
Това е съдебният орган на Италианската република, който има основната задача да провери дали волята, изразена от обикновения законодател, не противоречи на Конституцията: всъщност, чрез преценка за конституционността на законите, той може незабавно да „анулира“ закони и други еквивалентни актове, ако бъдат обявени за противоконституционни.
Няма обжалване на присъдите на Конституционния съд.
Конституционният съд се състои от 15 съдии, една трета от които се назначава от Президента на републиката, една трета се избира от Парламента на съвместно заседание и една трета се избира от обикновените и административните върховни съдилища.
Председателят на Конституционния съд се избира с мнозинство от членовете на съда и остава на поста три години. По отношение на правомощията, също чрез преторското създаване, извършено от юриспруденцията на самия съд и броя на решенията, както и за ефектите, които те са имали в италианското общество, той може да се сравни с Върховния съд на САЩ.
Италия ратифицира договора за създаване на Международния наказателен съд, за Европейския съд по правата на човека и през 2014 г. приема задължителната юрисдикция на Международния съд на ООН.

## Официални резиденции на италианските институции
Седалищата на всички институции и органи са разположени в столицата Рим. 
| Име                                           | Резиденция            | Име на италиански        | Адрес                     | Изображение |
| --------------------------------------------- | --------------------- | ------------------------ | ------------------------- | ----------- |
| Президент на Италианската република           | Дворец „Квиринал“     | Palazzo del Quirinale    | Piazza del Quirinale      |             |
| Правителство на Италия и Министър-председател | Дворец „Киджи“        | Palazzo Chigi            | Piazza Colonna, 370       |             |
| Сенат на републиката                          | Дворец „Мадама“       | Palazzo Madama           | Piazza Madama 11          |             |
| Камера на депутатите                          | Дворец „Монтечиторио“ | Palazzo del Montecitorio | Piazza di Monte Citorio 1 |             |
| Конституционен съд                            | Консултативен дворец  | Palazzo della Consulta   | Piazza del Quirinale, 41  |             |

## Политически партии
Италианската политическа система, започвайки от раждането на Републиката (1946 г.) и влизането в сила на конституционната структура (1948 г.), вижда мнозинството, съставено от присъствието на Християндемократическата партия с участието на второстепенни партии – Италианската републиканската партия, Италианската социалдемократическа партия, Италианската либерална партия, както и опозицията, съставена главно от Италианската комунистическа партия и Италианската социалистическа партия, основни представители на левицата.
От 1963 г. т. нар. „лявоцентристки правителства“ се редуват с участието на Италианската социалистическа партия. Постфашистката десница разпознава себе си в Италианското социално движение.
Италианската политическа структура се променя значително през 90-те години в съответствие с институционалната криза, която е определена като преходен период с т. нар. „Втора република“ – журналистически термин, използван в Италия, в противовес на термина „Първа република“, за да посочи новия италиански политически ред, установен от общите избори през 1994 г. Основните партии се разпадат, раждайки нови формации:
- От Християндемократическата партия (DC) се раждат Италианската народна партия (PPI), Социалхристияните и Християндемократическият център (CCD).
- Италианската комунистическа партия (PCI), чрез „обрата на Болонина“[14], се трансформира в Демократическата партия на левицата (PDS), а от тези, които отхвърлят обрата, произхожда Партията на комунистическото възраждане (PRC).

- Италианското социално движение, чрез „обрата на Фиуджи“,[15] се трансформира в Националния алианс (AN), а от тези, които отхвърлят обрата, произхожда Социалното движение „Трикольорен пламък“.
- От Италианската социалистическа партия (PSI) се раждат Италианските социалисти (SI), Реформистката социалистическа партия и Лейбъристката федерация (FL).
- Италианската либерална партия (PLI) е фрагментирана на много периферии: по-консервативните се вливат в Националния алианс и Форца Италия, умерените се присъединяват към Либералдемократичния съюз и към Пакта за Италия, по-левите се вливат в Демократическия алианс (AD) и Листа „Марко Панела“ (наследник на Радикалната партия (PR)).
- Италианската социалдемократическа партия (PSDI) също е разделена на няколко направления: най-умерените включват Италианско обновление (RI) и Демократите, най-прогресивните се вливат в Италианските социалдемократи (SDI), а най-консервативните мигрират към Форца Италия. Друго течение ражда Движението за социалдемократическо възраждане.

Нови важни политически групи са Форца Италия – партия, основана през 1994 г. от вече добре известния предприемач Силвио Берлускони, която печели широка подкрепа сред умерените гласоподаватели, и Лега Норд, от сливането на широко разпространени движения в северните региони на Италия и намира голям консенсус сред младите хора от Северна Италия, а в малка степен и от Южна (с изключение на сепаратиските идеите за Паданската низина или единичния случай на венецианска независимост).
Тенденцията към две големи коалиции (едната лявоцентристка и другата дясноцентристка) се появява след Общите избори през 1994 г., които виждат в Северна Италия успеха на съюза Полюс на свободата, съставен от Форца Италия, Християндемократическия център (CCD), Лега Норд и други второстепенни партии, повторени в Южна Италия от победата на Коалицията „Полюс на доброто управление“, съставена от Форца Итаия, Национален алианс (представил автономни листи на в Северна Италия) и Християндемократическия център.
За националните избори през 1996 г. лявоцентристките партии формират коалицията на Маслиновото дърво (L'Ulivo) под ръководството на Романо Проди. Дясноцентристите се представят разделени между Полюс за свободата (формиран от Форца Италия, Националния алианс, Християндемократическия център и Обединените християндемократи (CDU)) и Лега Норд. През 1998 г. Комунистическо възраждане се отказва от външната подкрепа, която е гарантирало на правителството на Проди I, което води до падането му. На регионалните избори през 2000 г. Лега Норд и Полюсът на свободата се обединяват в Дом на свободата.
За Общите избори през 2001 г. и двете коалиции използват специални листи, за да подкопаят дела на пропорционалната компенсация на избирателната система. Петгодишният период 2001 – 2006 г. е ръководен от изпълнителните органи на Берлускони II и III. През 2005 г. Комунистическо възраждане става част от лявоцентристката коалиция, която взима името L'Unione, спечелвайки следващите избори през 2006 г. и довеждайки до раждането на правителството на Проди II, което пада след само две години поради изваждането на доверието на UDEUR (Съоюз на демократите за Европа) и на други сенатори.
От 2008 г. италианската политическа система се променя значително: с Общите избори е практикувано изоставянето на биполярността, за да се остави място за раждането на две големи партии – Демократическата партия (развитие на опита на Уливо, със сливането на демократите от левицата и Ла Маргерита) и Народът на свободата (в които се сливат Форца Италия и Националният алианс). Срещу двупартийността в центъра се разполага Съюзът на християнските и центристките демократи (UDC). Групата, наречена Futuro e Libertà per l'Italia, се отделя от Народът на свободата (PdL) през 2010 г. В резултат на това старата двуполюсна система се трансформира в рамка от няколко големи независими партии. Всъщност в 16-тата легислатура (29 април 2008 – 14 март 2013) само пет национални политически партии са представени в парламента (Демократическата партия PD, Народът на свободата, Централен съюз UDC, Italia dei Valori, Лега Норд).
С Общите избори през 2013 г. политическата схема отново се разширява, пораждайки четири основни полюса, присъстващи в парламента:
- Дясноцентристка коалиция, включваща Народът на свободата (по-късно обединен в новата Форца Италия), Лега Норд и Братя италианци
- С Монти за Италия – центристка коалиция, съставена от Граждански избор, Съюз на центъра и Въдеще и свобода за Италия
- Италия. Общо благо – лявоцентристка коалиция, която обединява Демократическата партия, Екологичната левица и свобода (SEL) и Демократичния център
- Движение „5 звезди“ – партия, основана от Бепе Грило, който се определя като антисистемен и антипартиен.

Правителствата на Енрико Лета и Матео Ренци стават свидетели на формирането на голяма коалиция в подкрепа на изпълнителната власт, съставена от Демократическата партия, партиите на С Монти за Италия, Демократичния център, второстепенни партии като Италианската социалистическа партия (PSI) и групата Nuovo Centro-destra.